# Poncio de Cartago
Poncio (en latín Pontius), también llamado de Poncio el Diácono (mitad del siglo III) fue un santo cristiano y un autor latino de Cartago. Sirvió como diácono de Cipriano de Cartago (futuro san Cipriano) y escribió Vita Cypriani ("Vida de Cipriano") inmediatamente después de la muerte del santo.

## Historia
Solo ha llegado hasta nosotros un pequeño relato sobre Poncio, una mención brevísima en la obra De Viris Illustribus de Jerónimo de Estridón (cap. 68):

Pontius, diaconus Cypriani, usque ad diem passionis eius cum ipso exsilium sustinens egregium volumen vitae et passionis Cypriani reliquit.
Poncio, diácono de Cipriano que soportó su exilio con él hasta el día de su martirio, escribió un maravilloso libro sobre la vida y la pasión de Cipriano.
De Viris Illustribus

Aunque el autor no sea identificado en la Vida de Cipriano, Jerónimo claramente está escribiendo sobre esta obra. La única otra información sobre él viene de las propias palabras del autor: escribe en parte sobre aquello que testificó personalmente o que oyó directamente de personas más viejas. Poncio acompañó a Cipriano al exilio en Cúrubis (actual Korba, en Túnez). Sobre el prefacio, parece que Poncio no conocía ningún otro relato sobre el martirio de Cipriano cuando escribió el suyo.
Aparte de eso, poco es seguro. Alusiones y estilos de oratoria indican que Poncio debió de haber sido muy bien educado, con conocimientos tanto sobre la Biblia cuanto de retórica secular. Hermann Dessau observó la coincidencia de una inscripción en la pequeña ciudad de Cúrubis para un magistrado local con el nombre de Poncio y sugirió que los elogios a la ciudad en la obra y el deseo del autor en asociarla con el martirio de Cipriano podrían reflejar un patriotismo local. Otros estudiosos rechazan esta idea y consideran imposible que sea probado.

## "Vida de San Cipriano"
Los manuscritos están intitulados Vita Cypriani ("La Vida de Cipriano"), mientras que Jerónimo se refiere a ella como Vita et passio Cypriani ("Vida y martirio de Cipriano"). La referencia de Jerónimo no necesariamente se refiere al título, aunque está claro que el libro está dividido en dos partes, una sobre la vida de Cipriano y otra con los eventos que llevaron a su muerte. En el prefacio, Poncio lamenta la existencia de relatos detallados de martirios de cristianos laicos, pero ninguno de un obispo como Cipriano, que ya tendría valor suficiente para ser narrado aún sin el martirio. Los capítulos 3 a 10 relatan las actividades de Cipriano desde su conversión, mientras los capítulos 11 hasta 19 describen los procedimientos ante dos diferentes procónsules, sus juicios y la muerte de Cipriano.
Puede que Poncio conociera a Cipriano personalmente, aunque muchos lo niegan viendo la falta de informaciones detalladas en el libro. En parte, eso se debe a la tendencia del autor a aludir los asuntos que él espera que el lector conozca. Al lado de un pequeño número de elementos derivados de su experiencia propia, como el sueño profético que Cipriano tuvo sobre el exilio en Cúrubis en 257, Poncio se sirvió de sus propios escritos y de un relato de una audiencia con el procónsul en 257: un protocolo suyo estaba circulando en vida de Cipriano y se haría después parte del relato de su muerte, conocido como Acta Proconsularia. Poncio se refiere a este protocolo (y tal vez también al de la segunda audiencia, el año siguiente) y transcribe un relato más holgado y menos detallado. Otra influencia fue la obra Passio Perpetuae et Felicitatis ("Pasión de Perpetua y Felicidad), un relato anterior sobre dos mártires cartaginenses, que motivó su decisión de escribir no solo sobre la pasión, sino también un relato sobre la vida de Cipriano.
Cipriano fue una figura controvertida durante su vida e, incluso, después de su muerte, por lo que Poncio consideró importante reaccionar contra algunas de las críticas que había recibido. La obra tiene una característica particularmente apologética en su tratamiento de la elección de Cipriano para obispo, que algunos cartaginenses contestaron y de la decisión de Cipriano de esconderse durante la persecución de Décio de 250, en vez del martirio.
Harnack cree que aunque sea imposible que la biografía haya sido escrita inmediatamente después de la muerte de Cipriano, el capítulo final y otros dan la impresión de que el martirio de Cipriano haya sido un evento reciente y así él atribuye a la obra la fecha de 259. Otros prefieren una fecha un tanto posterior, cuando la mayor parte de la audiencia de Poncio ya sería familiar con Cipriano por sus obras en vez de personalmente.